# Escuela Internacional de Cine y Televisión
La Escuela Internacional de Cine y Televisión o EICTV es una escuela de medios audiovisuales situada en San Antonio de Los Baños, Cuba. Está asimismo adscrita a la Fundación del Nuevo Cine Latinoamericano. La creación de la EICTV fue idea del escritor Gabriel García Márquez con el respaldo de Fidel Castro.
La EICTV es una escuela de formación artística, una central de energía creativa para la producción audiovisual, que tiene como objeto primordial desarrollar el talento creador y defender el derecho a disponer de la propia imagen, tanto como el derecho a ver cine de todas partes a fin de contribuir a liberar la mirada del espectador.

## Historia
La Escuela Internacional de Cine y TV de San Antonio de los Baños (EICTV), está considerada como una de las instituciones más importantes de su tipo en el mundo.
Fundada el 15 de diciembre de 1986 como filial de la Fundación del Nuevo Cine Latinoamericano (FNCL), sus creadores -el escritor y periodista colombiano Gabriel García Márquez, el poeta y cineasta argentino Fernando Birri, y el realizador y teórico cubano Julio García Espinosa- buscaban la instauración de una escuela de cine para estudiantes de América Latina, África y Asia. 
Gracias al apoyo entusiasta del gobierno cubano, la Escuela fue inaugurada solo un año después, el 15 de diciembre de 1986. Su primer director fue Fernando Birri, prestigioso realizador argentino, precursor del movimiento del Nuevo Cine Latinoamericano. 
Concebida como una escuela de formación artística, la EICTV puso en práctica una filosofía particular: la de enseñar no a través de maestros profesionales, sino de cineastas activos, capaces de transmitir conocimientos avalados por la práctica, la experiencia en carne viva, una constante actualización. Desde su fundación, miles de profesionales y estudiantes provenientes de más de 50 países han convertido la Escuela en un espacio para la diversidad cultural, de alcance multinacional, mejor descrito como Escuela de Todos los Mundos.

## Directores
- Fernando Birri (1986-91)
- Orlando Senna (1991-94)
- Lisandro Duque (1994-96),
- Alberto García Ferrer (1996-2000)
- Edmundo Aray (2000-02)
- Julio García Espinosa (2002-07)
- Tanya Valette (2007-2011
- Rafael Rosal Paz (2011-13)
- Jerónimo Labrada (2013-2016)
- Susana Molina (2016-actualidad)